# Пак Тхехван
Пак Тхехван (кор. 박태환, 27 вересня 1989) — південно-корейський плавець, олімпійський чемпіон.

## Виступи на Олімпіадах
| Олімпіада   | Дисципліна                             | Місце       |
| ----------- | -------------------------------------- | ----------- |
| Афіни 2004  | плавання на 400 метрів вільним стилем  | участь r1/3 |
| Пекін 2008  | плавання на 200 метрів вільним стилем  | 2           |
| Пекін 2008  | плавання на 400 метрів вільним стилем  | 1           |
| Пекін 2008  | плавання на 1500 метрів вільним стилем | 16          |
| Лондон 2012 | плавання на 200 метрів вільним стилем  | =2          |
| Лондон 2012 | плавання на 400 метрів вільним стилем  | 2           |
| Лондон 2012 | плавання на 1500 метрів вільним стилем | 4           |